# 索萊達爾
索莱達爾（烏克蘭語：Соледар，發音：[soɫeˈdɑr]），又按俄语读音译为索列達爾（發音：[səlʲɪˈdar]），是乌克兰東部顿涅茨克州巴赫穆特区索莱达尔市镇的城市行政中心。該市距離區府巴赫穆特18公里，始建于17世纪，面積约為12.31平方公里，海拔高度100米，2022年人口数量为10,490人。

## 城市名称
17世纪后半叶，頓河哥薩克人开始在顿巴斯地区定居，他们在该地的盐矿附近建立了一个定居点，并取名为布良采夫卡（俄语：Брянцевка）。
1925年该定居点与附近的几个村庄被合并为一个新村庄，并被更名为卡尔·李卜克内西村（俄语：Карла Либкнехта），以纪念德国共产党的创始人之一卡尔·李卜克内西。
1938年10月27日，该村被升格为市級鎮。1965年1月4日，该镇被更名为卡尔·李卜克内西托沃（俄语：Карло-Либкнехтово）。6月9日，该镇连同附近的几个定居点被合并升格为城市，并被更名为卡尔·李卜克内西托夫斯克（羅馬化：Karlo-Libknekhtovsk）。
1991年7月5日，该市被改为现名，其名称在俄语中意为“盐的礼物”。

## 历史
2014年4月中旬，由伊戈爾·斯特列爾科夫领导的俄罗斯格鲁乌特工队占领了顿涅茨克州包括该市在内的多个城镇。7月21日，乌克兰军队夺回了该市。8月2日，处理马来西亚航空17号班机空难的识别队及歐洲安全與合作組織的观察员在此设立基地，因为从这里更容易到达空难现场。
2022年8月初，索萊達爾戰役爆發。9月前，俄羅斯佔領了該市東部大部分地區。2023年1月11日，俄罗斯联邦国防部表示俄军控制该市的外围定居点，同时还在北部和南部对该市实施封锁。1月12日，顿涅茨克亲俄武装表示俄军已经控制该市西部地区。1月13日，俄国防部宣布俄军已占领该市，但乌克兰国防部长阿列克西·列茲尼科夫否认该市已被占领。1月16日，烏克蘭方面宣佈該市失守。

## 经济
该市的主要企业跟采矿和处理工业相关，但由于受戰爭的影響，该市本身及其经济大部分已被摧毁，2023年1月时据信当地没有任何经济活动在运转。索莱达尔盐矿为欧洲最大的盐矿，當地還有地下礦山隧道。

## 交通
锡利火车站位于市中心两公里处。

## 人口
在2001年烏克蘭人口普查中，以乌克兰语为母语的人数占60.10%，以俄语为母语的人数占39.43%。

## 图集

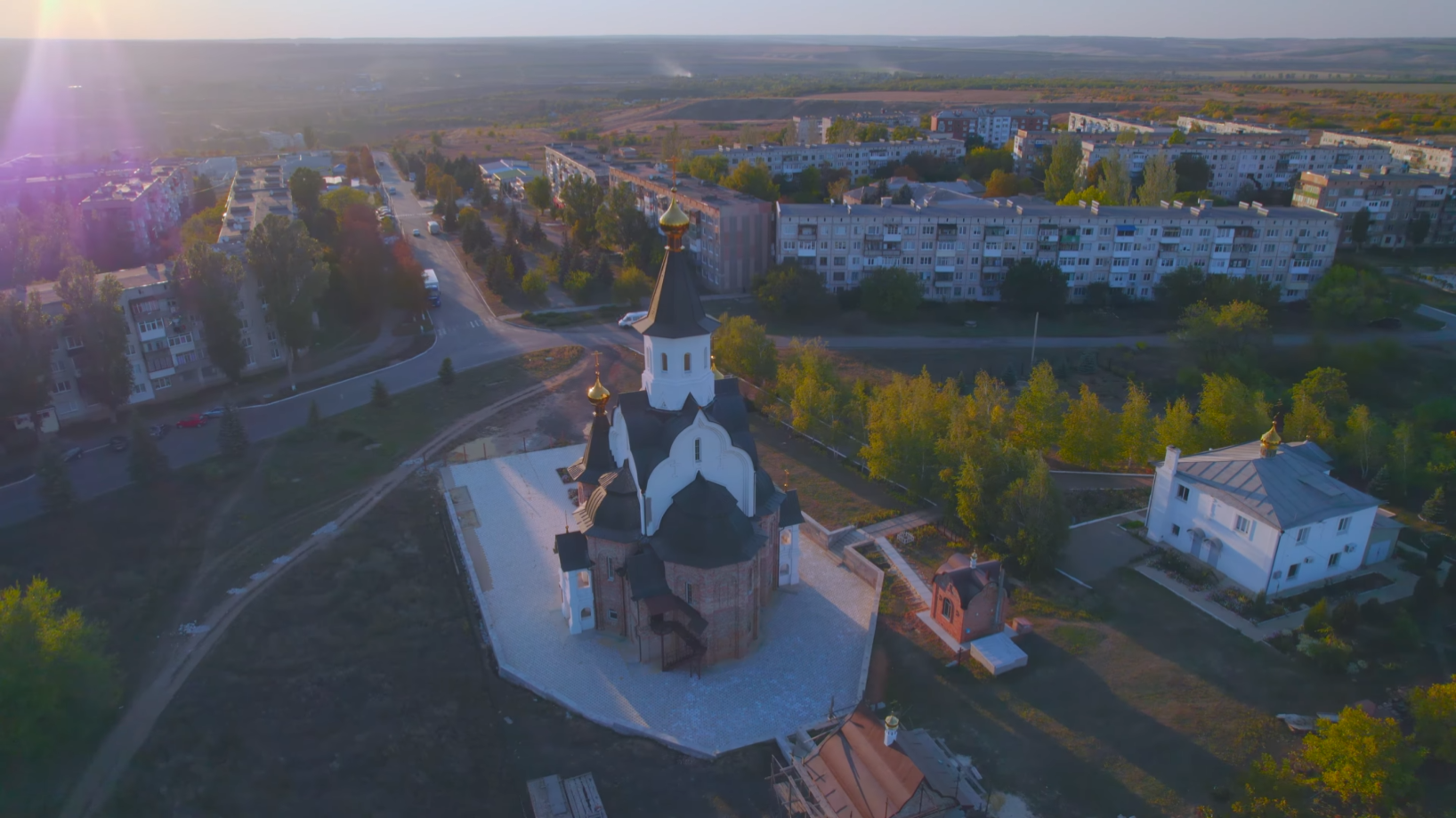
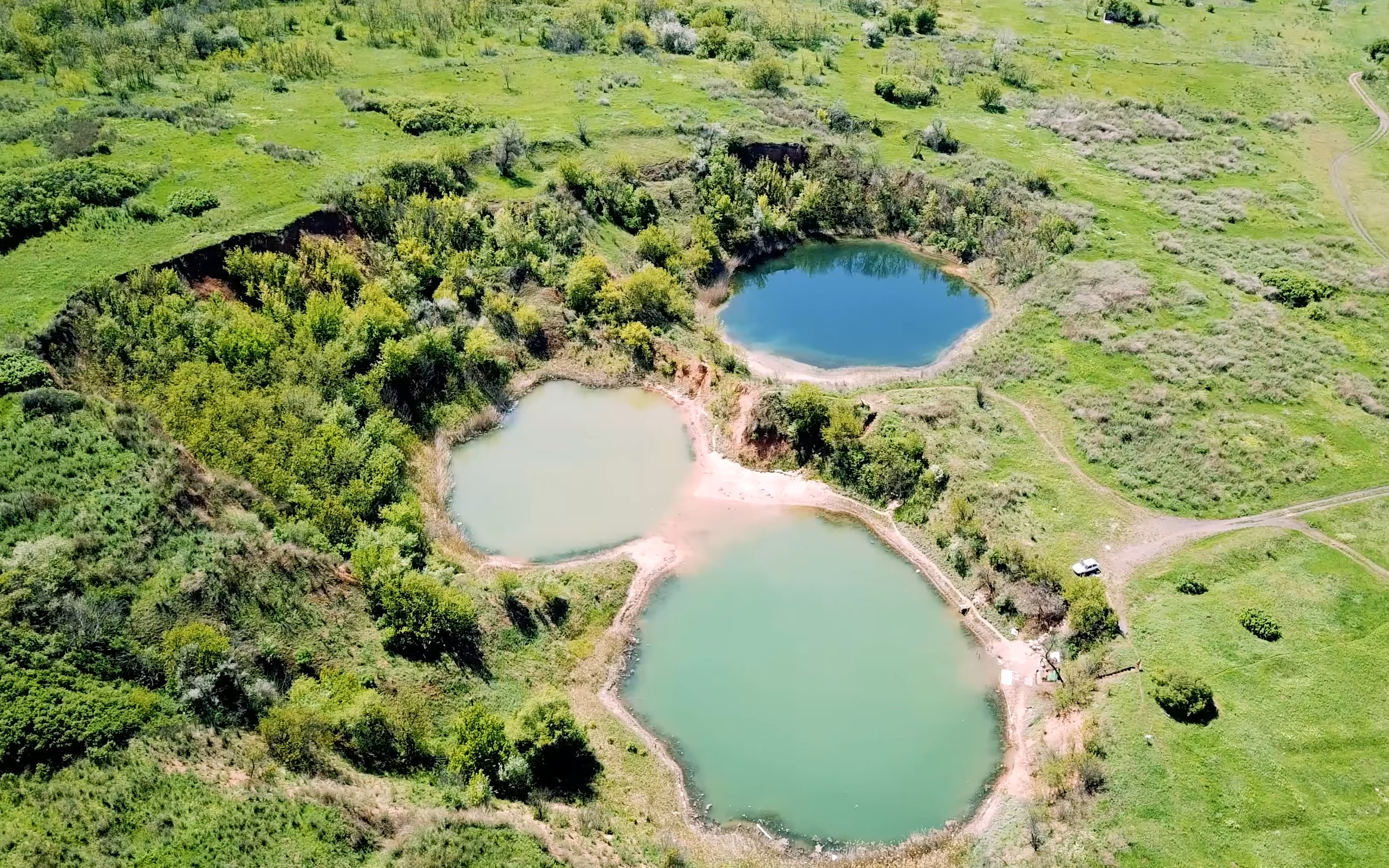
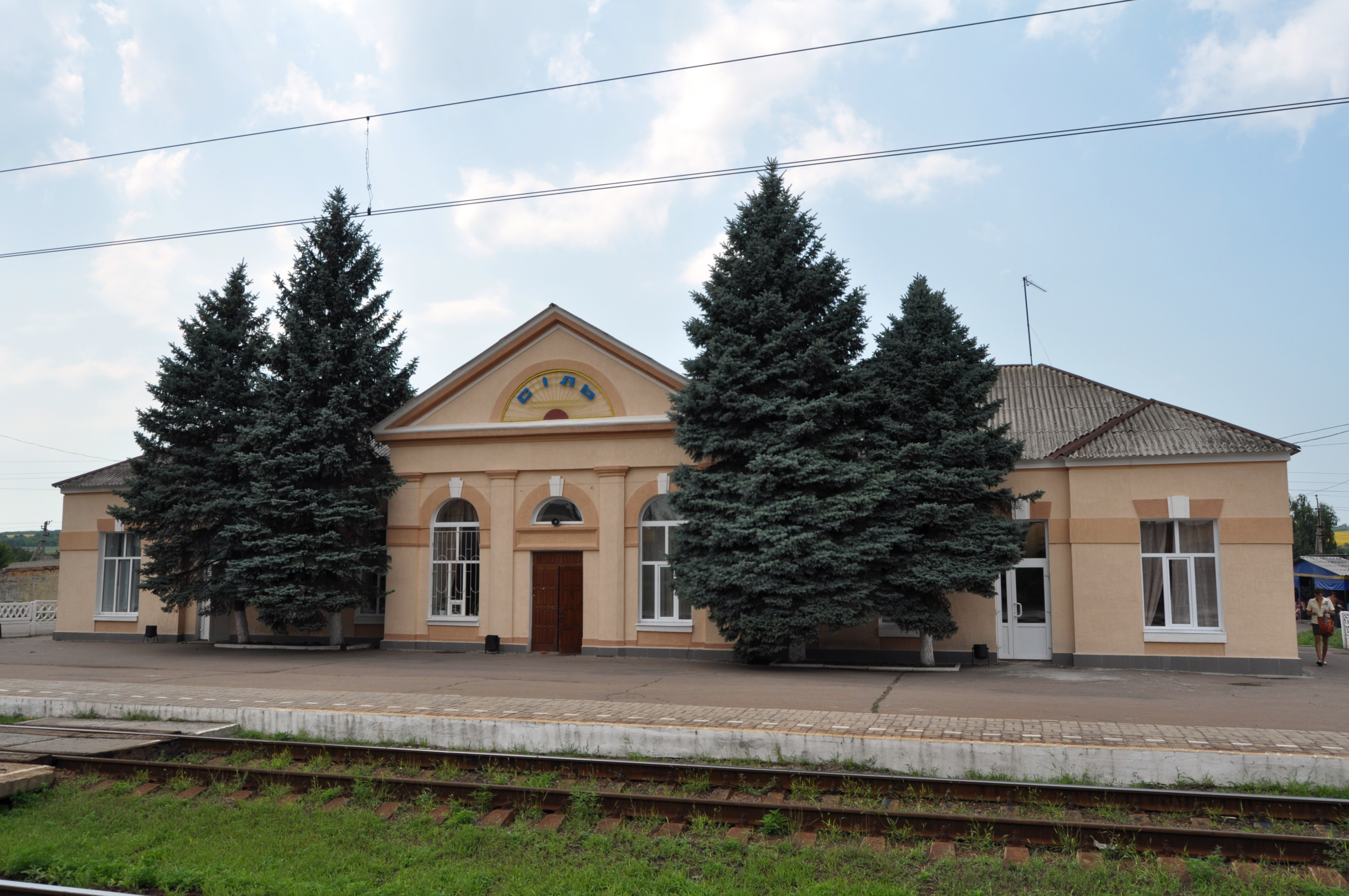